# Пінікір
Пінікір (також зустрічається Пінігір, Піренігір, Піренікір, можливо також Паракарас) – астральна богиня-мати в еламській та хуритській міфологіях. Вперше згадується саме в еламських текстах, але значного поклоніння досягла саме в хуритській релігії. Завдяки її присутності в пантеонах багатьох частин Стародавнього Близького Сходу, від Анатолії до Ірану, сучасні дослідники називають її «космополітичним божеством».
В очах месопотамців вона була аналогічна за функціями Інанні(Іштар) – тобто, вона була астральною богинею кохання і війни) Її також прямо прирівнювали до Інанни в шумерських текстах (а пізніше до Іштар в аккадських), так само, як Хумбан прирівнювали до Енліля (зауважте, що Інанна та Енліль не були парою). Еламці також називали її «панією небес», що вказувало на подібну астральну роль і високий статус серед інших богів. Її образ воїна, згадується на рельєфі, на якому зображені різні еламські божества зі зброєю в руках.

## Походження імені
Точне походження та значення імені «Пінікір» залишається загадкою для дослідників, починаючи з перших згадок в еламських текстах, і аж до згадок в хуритськькій міфології. Зустрічається форма імені Біненгір.
Британський ассиролог Вільфред Ламберт вважав, що ім'я було еламського походження.
Хеттолог Гері Бекман припускав, що ім’я мало шумерське походження і виводив його етимологію від словосполучення 𒊊𒃲 (шум. pirig̃.gal, досл. «велика левиця»), однак більшість дослідників не погоджуються із цією версією.